# Azaz (dystrykt)
Azaz – jedna z 10 jednostek administracyjnych drugiego rzędu (dystrykt) muhafazy Aleppo w Syrii.
W 2004 roku dystrykt zamieszkiwało 252 022 osób.